# Alexander Becker (Musikwissenschaftler)
Alexander Becker (* 10. Mai 1972 in Karlsruhe) ist ein deutscher Musikwissenschaftler, Leiter des Max-Reger-Instituts und Politiker (CDU). Seit dem 1. April 2019 ist er Abgeordneter im Landtag von Baden-Württemberg (MdL).

## Leben und Wirken

### Ausbildung und akademischer Werdegang
Alexander Becker studierte von 1992 bis 1999 Musikwissenschaft, Philosophie und Soziologie an der Universität Fridericiana in Karlsruhe und schloss dieses mit einem Magisterabschluss mit einer Arbeit über Max Regers Bearbeitungen von Werken Hugo Wolfs ab. Seit 1997 ist Becker Mitarbeiter am Max-Reger-Institut (MRI). Dort war er zunächst studentische Hilfskraft und Betreuer des BrüderBuschArchivs.
Von 2001 bis 2007 war er am MRI Mitarbeiter am Reger-Werk-Verzeichnis (RWV), einem Teil des DFG-Forschungsprojekt Reger-Werk-Verzeichnis/Reger-Briefe-Verzeichnis. Das RWV verzeichnet sämtliche gedruckten, ungedruckten, vollendeten und fragmentarischen Werke Max Regers. Im Februar 2009 promovierte er mit einer im Oktober 2007 eingereichten Dissertation über Regers Instrumentation in seinen Orchesterwerken. Von 2008 bis 2019 arbeitet er am MRI an der die durch die Mainzer Akademie der Wissenschaften und der Literatur (AdW-Mainz) und vom Institut für Musikwissenschaft und Musikinformatik der Hochschule für Musik Karlsruhe (HfM) geförderten Reger-Werkausgabe (RWA). Die als hybride Ausgabe angelegte Edition enthält neben dem gedruckten Notenband auch eine DVD, auf der das verfügbare Quellenmaterial sich befindet und wissenschaftlich aufbereitet wurde.
Zusammen mit Susanne Popp hat Alexander Becker seit 2017 die Leitung des Max-Reger-Instituts inne, seit dem Ausscheiden von Susanne Popp ist er seit 1. Oktober 2019 alleiniger Geschäftsführer.

### Politische Laufbahn
Alexander Becker war ab 1999 Gemeinderat in seiner Heimatgemeinde Ötigheim und ab 2013 Vorsitzender des CDU-Kreisverbands in Rastatt; er trat jedoch 2017 nicht wieder zur Wahl als Kreisvorsitzender an und legte zugleich sein Mandat im Gemeinderat nieder, da er sich auf seinen beruflichen und akademischen Werdegang konzentrieren wollte.
Zur Landtagswahl in Baden-Württemberg 2016 nominierte die CDU Rastatt am 22. April 2015 Sylvia Felder als Kandidatin für den Landtagswahlkreis Rastatt. Als Ersatzkandidat für Felder wurde Alexander Becker nominiert und Felder konnte das Zweitmandat im Wahlkreis gewinnen. Felder legte ihr Landtagsmandat zum 31. März 2019 nieder, da sie als Nachfolgerin von  Nicolette Kressl (SPD) Regierungspräsidentin im Regierungsbezirk Karlsruhe wurde.
Am 1. April 2019 trat Alexander Becker als Nachfolger im Zweitmandat sein Landtagsmandat an. Dort war er in der 16. Wahlperiode Mitglied im Ausschuss für Kultus, Jugend und Sport und im Ausschuss für Europa und Internationales.
Bei der Landtagswahl 2021 konnte er über ein Zweitmandat erneut in den Landtag einziehen. Er ist Mitglied der Ausschüsse für Kultus, Jugend und Sport sowie Wissenschaft, Forschung und Kunst. 

### Privates
Becker ist wohnhaft in Ötigheim. Er ist verheiratet und Vater von drei Kindern. Becker ist römisch-katholischer Konfession.

## Werke (Auswahl)
- Fragen der klanglichen Realität autorisierter Notentexte am Beispiel Max Regers. In: Editio. Internationales Jahrbuch für Editionswissenschaft. Band 16, 2003, S. 105–116, doi:10.1515/9783484604445.105.
- Untersuchungen zur Instrumentation in Max Regers Orchesterwerken. Zur Erlangung des akademischen Grades eines Doktors der Philosophie (Dr. phil) von der Fakultät für Geistes- und Sozialwissenschaften des Karlsruher Instituts für Technologie (KIT). Karlsruhe 2012 (d-nb.info [PDF; abgerufen am 1. Juni 2019] Dissertation 2007).
- »Reger muss viel gebracht werden«. In: Musica sacra. Die Zeitschrift für katholische Kirchenmusik. 136. Jahrgang, Heft 1, 2016, S. 8–11.
- „Ich verlange eben eine sehr große, moderne Orgel!“ – Zur Orgelwelt Max Regers. In: Die Sauer-Orgel in der Marienkirche zu Mühlhausen/Thüringen. Texte zu ihrer musikgeschichtlichen Einordnung – Überlegungen zu ihrer Restaurierung (= Mühlhäuser Beiträge. Sonderheft 27). Mühlhausen/Thüringen 2016, S. 19–28.